# Salt Lake City Council Hall
Die Salt Lake City Council Hall in Salt Lake City, die von 1864 bis 1866 errichtet wurde, war von Januar 1866 bis 1894 Sitz der Stadtverwaltung und der Legislatur des Utah-Territoriums. Architekt des von 1864 an errichteten Gebäudes war William Harrison Folsom. Sie war häufiger Schauplatz von Auseinandersetzungen zwischen Mormonen, Bürgern anderer Konfession und Bundestruppen wie zum Beispiel den United States Marshals Service. Nach dem Umzug der Behörden in das Salt Lake City and County Building diente sie bis 1915 als Polizeihauptquartier und verlor bei ihren weiteren Nutzungen nach und nach an Bedeutung. Am 14. Mai 1971 wurde die Salt Lake City Council Hall in das National Register of Historic Places („Nationales Verzeichnis historischer Orte“) aufgenommen und am 15. Mai 1975 unter der Bezeichnung Old City Hall als ein National Historic Landmark („Nationales historisches Wahrzeichen“) ausgezeichnet.